# Bergungsräumgerät

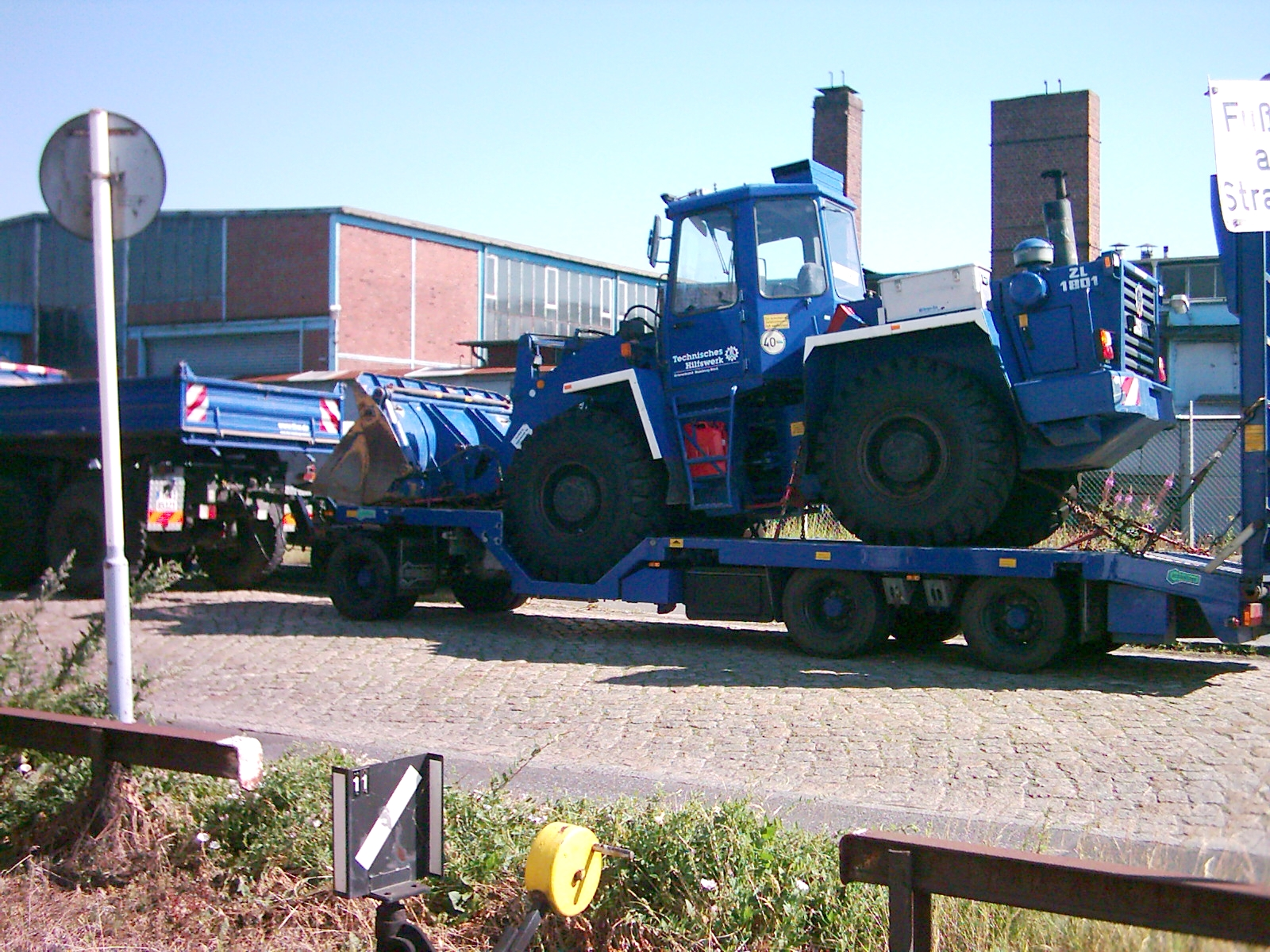
Bergungsräumgerät Zettelmeyer ZL 1801 verlastet auf Tieflader

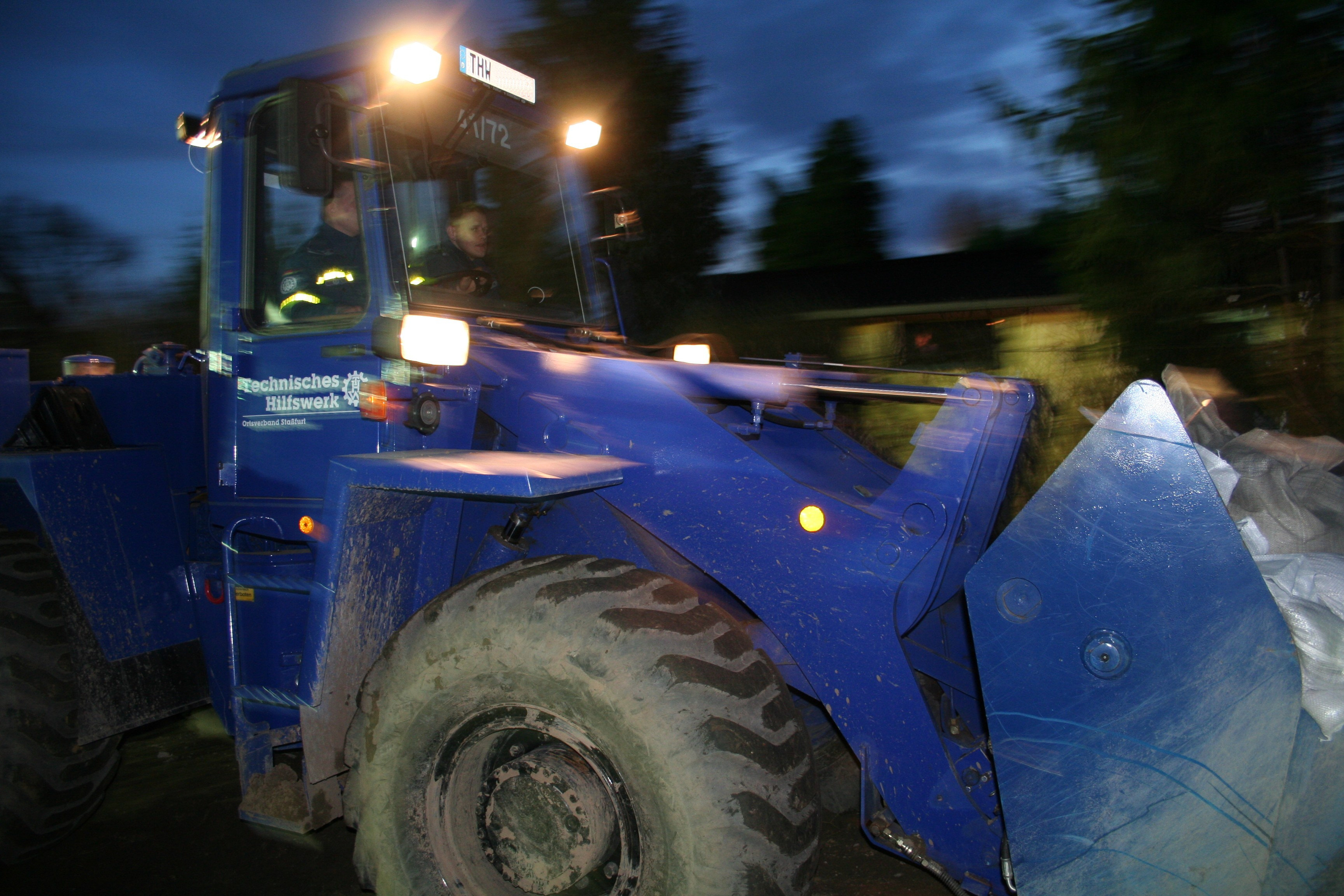
Bergungsräumgerät Zettelmeyer ZL 1801 im Nachteinsatz

Ein Bergungsräumgerät (Abkürzung: BRmG) ist ein Radlader oder Bagger des Technischen Hilfswerks (THW).

## BRmG Zettelmeyer ZL 1801
Das „klassische“ BRmG des THW war ein Radlader Zettelmeyer ZL 1801, der in dieser speziellen Ausführung auch bei der Bundeswehr eingesetzt und früher (als BRmGer abgekürzt) im Bergungszug 50 des Bergungsdienstes verwendet wurde. Es wurde von der Fachgruppe Räumen als Bergegerät zum Beseitigen von Schutt und Geröll, zum Bewegen von großen Erdmengen oder zum Auseinanderziehen von Glutnestern verwendet. Der Antrieb erfolgte durch einen sehr robusten Deutz-Dieselmotor mit Luftkühlung.
Das Bergungsräumgerät konnte mit wenigen Handgriffen durch Abnehmen der Schaufel (Schnellwechselvorrichtung) und Anbringen von Gabelzinken in einen geländegängigen Gabelstapler verwandelt werden. Mit den Gabelzinken können zum Beispiel von umstürzenden Bäumen zerschmetterte Fahrzeuge beseitigt oder zersägte Baumstämme verladen werden, insbesondere aber kann auf Transportpaletten gestapeltes Versorgungsmaterial auf nicht befestigtem Grund gehandhabt werden.
Für Grabarbeiten existierte ein Zusatzgerät, mit dem der Radlader in einen hydraulisch arbeitenden Bagger umgebaut werden konnte. Dadurch war auch das Graben in die Tiefe möglich.
Im Gegensatz zu einem reinen Radlader war das Bergungsräumgerät mit einer größeren Fahrerkabine ausgestattet, die es ermöglichte, einen Beifahrer mitzunehmen. Des Weiteren war das Bergungsräumgerät für den Straßenverkehr zugelassen und konnte selbständig zu Einsätzen mit einer Geschwindigkeit von 40 km/h fahren.
Die BRmG Zettelmeyer 1801 ZL wird seit 2018 ausgemustert und durch modernere Radlader und Bagger ersetzt.

## Nach Ausmusterung
Der Begriff „Bergungsräumgerät“ ist im THW auch nach der Ausmusterung des Zettelmeyer ZL 1801 bis heute erhalten (zum Beispiel in dem Lehrgang „Bergungsräumgerätefahrer“), wird aber in der Stärke- und Ausstattungsnachweisung (StAN) für die Baumaschinen der Fachgruppe Räumen nicht mehr verwendet.